# Lules
San Isidro de Lules, oder einfach Lules, ist die Hauptstadt des Departamento Lules in der Provinz Tucumán im Nordwesten Argentiniens. Die Gemeinde (Municipio) hat eine Ausdehnung von 163 km², liegt auf einer Höhe von 490 Metern und hat 21.088 Einwohner (2010, INDEC). San Isidro de Lules liegt 20 Kilometer südlich der Provinzhauptstadt San Miguel de Tucumán. Die Verkehrsanbindung erfolgt über die Ruta Provincial 301 und Ruta Provincial 38 (Autopista) bis zu dessen Vereinigung mit der Ruta Provincial 301.

## Geographie
San Isidro de Lules liegt zu Füßen der letzten Ausläufer der Sierra de San Javier am Yerba Huasi. Die Wasserversorgung der Stadt und des Departamento erfolgt über den Río Lules, der in nahegelegenen Bergen entspringt.

### Klima
San Isidro de Lules verfügt über ein subtropisches Klima mit einer Trockenzeit. Im Winter sinken die Temperaturen gelegentlich auf 0 °C und erreichen im Sommer bis zu 40 °C. Die jährliche Niederschlagsmenge beträgt 1000 bis 1200 Millimeter.

## Geschichte
San Isidro de Lules wurde am 21. November 1851 durch den Priester Dr. Zoilo Domínguez gegründet. An jenem Tag beantragte er beim Bistum die Erlaubnis für den Bau der Iglesia de San Isidro Labrador de Lules. Das Grundstück, auf dem er die Kirche und einen kleinen Ort errichten wollte, hatte er von Don Pérez Márquez erworben. Der Priester legte auch den Stadtplan für San Isidro de Lules an und bestimmte die Lage der Plaza Central, der Kirche und seines eigenen Hauses. Zoilo Domínguez erlebte die Fertigstellung der Kirche und las die erste Messe. Die Überreste des Stadtgründers und seiner Familie ruhen in seiner Kirche.

## Wirtschaft
Die Lage in der Quebrada de Lules und das Klima begünstigen die Entwicklung einer diversifizierten landwirtschaftlichen Produktion. Lules gehört zu wichtigsten Erdbeerproduzenten des Landes. Daneben werden aber auch Heidelbeeren, Tomaten, Paprika, Zitrusfrüchte wie Zitronen und Apfelsinen, Pfirsiche, Nektarinen und Zuckerrohr angebaut. 
Mit Arcor hat sich einer der größten und wichtigsten Betriebe der Lebensmittelindustrie des Landes angesiedelt und verarbeitet die Früchte zu Marmeladen, Säften, Bonbons und tiefgefrorenen Nahrungsmitteln. Neben Arcor gibt es auch Textil- und Papierindustrie.
Über den Parque Industrial de San Isidro versucht die Stadt Investoren anzuziehen, die zum weiteren Wachstum von Industrie und Landwirtschaft beitragen sollen.